# Anna Rosbach

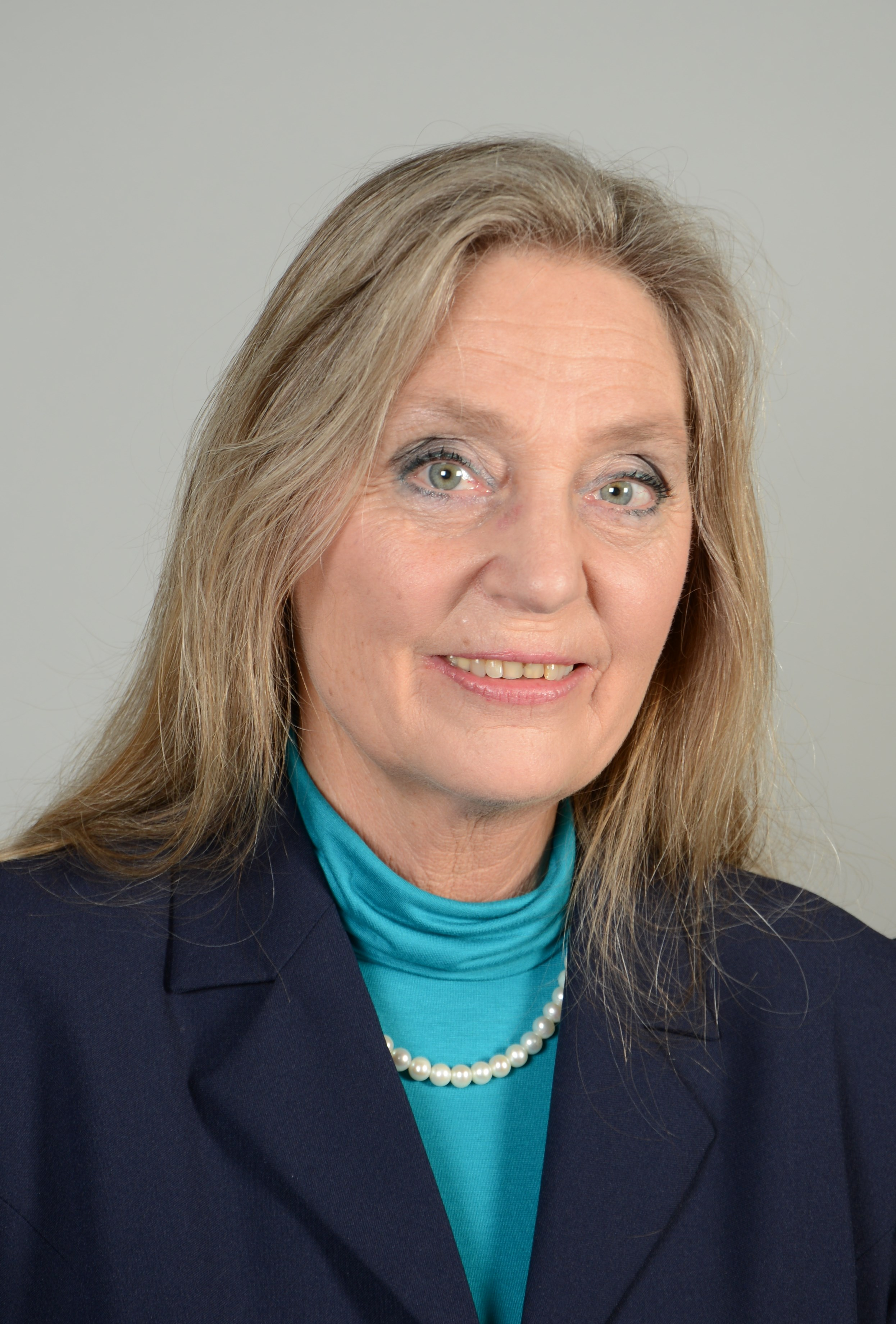
Anna Rosbach

Anna Rosbach, född 2 februari 1947 i Gladsaxe, är en dansk ingenjör och politiker.
Anna Rosbach valdes in i Europaparlamentet 2009 för Dansk Folkeparti. Hon har sedan 2005 varit ledamot av regionrådet i Region Hovedstaden. I mars 2011 utträdde Anna Rosbach ur Dansk Folkeparti och bytte grupp i Europaparlamentet från Rörelsen för frihetens och demokratins Europa (EFD) till Alliansen europeiska konservativa och reformister (ECR).
Hon har också arbetat som kördirigent och sångpedagog och också arbetat i Europaparlamentet. Hon har varit ordförande för Dansk Folkeparti i Hundested.
Anna Rosbach kandiderar inte i Europaparlamentsvalet 2014, utan avser återvända till dansk politik och där arbeta med tidigare Dansk Folkepartipolitikern Christian H. Hansen i Miljøpartiet Fokus.